# Belo (priimek)
Belo je priimek več oseb:    
- Alfred Horatio Belo, ameriški novinar
- António Mendes Belo, portugalski kardinal
- Lorenzo Belo, italijanski rimskokatoliški škof